# A Place for Us
「a Place for Us」（ア・プレイス・フォー・アス）は、CHEMISTRY26枚目のシングル。2009年2月18日「CHEMISTRY × 古内東子」名義で発売。

## 解説
a CHEMISTRY joint No.63となるシングル。
古内東子と共作したR&Bミディアムスロー。
初回プレス盤はジャケット・ステッカー封入。

## 収録曲
1. a Place for Us (4:29)
  - 作詞：古内東子／作曲：川畑要・谷口尚久／編曲：宗像仁志
2. キスからはじめよう ~metalmouse mix~(4:36)
  - 作詞・作曲：合山瑞枝／編曲：metalmouse
3. a Place for Us [Less Vocal]  (4:29)